# سحب على المكشوف

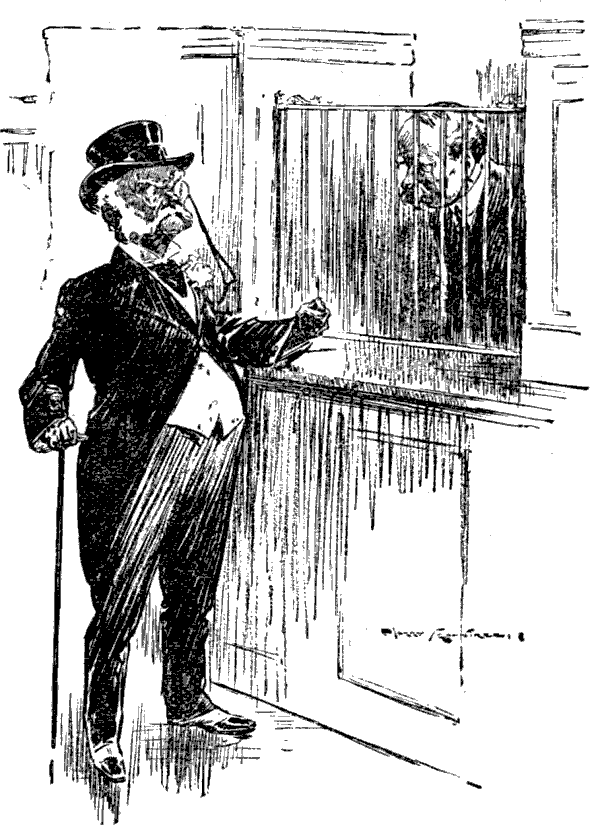

السحب على المكشوف أو السحب المتجاوز أو فرط السحب نظام يستطيع به العميل أن يكتب صكوكاً تفوق ما هو موجود في رصيده من نقود ويعطي المصرفُ العميل قرضاً لسداد العجز لديه ومباشرةً. هو قرض قصير الأجل، يمنحه البنك عادة للتجار لتسهيل عملية السداد. وتحسب فائدة وعمولات على المبلغ المسحوب، ويستطيع العميل سداد المبالغ المقترضة بمبالغ غير متساوية بفترات مختلفة.